# Brad Loesing
Brad Loesing (Cincinnati, Ohio, 9 de octubre de 1989) es un baloncestista estadounidense nacionalizado alemán que pertenece a la plantilla del Rostock Seawolves de la ProA, la segunda división alemana. Con 1,83 metros de estatura, juega en la posición de base .

## Trayectoria deportiva

### Universidad
Jugó cuatro temporadas con los Terriers del Wofford College, en las que promedió 8,1 puntos, 2,0 rebotes y 3,7 asistencias por partido. En su última temporada fue incluido en el mejor quinteto de la Southern Conference, siendo además elegido por los entrenadores como el jugador defensivo del año de la conferencia.

### Profesional
Tras no ser elegido en el Draft de la NBA de 2012, fichó por el equipo húngaro del PVSK Panthers, donde jugó una temporada como titular, en al que promedió 14,5 puntos y 4,5 asistencias por partido.
Al año siguiente fichó por el equipo neerlandés del Landstede Basketbal Zwolle, pero una grave lesión en el ligamento cruzado anterior durante la pretemporada hizo que se perdiera el año entero, sin llegar a debutar en competición oficial.
En julio de 2014 firmó un contrato por dos temporadas con el MHP Riesen Ludwigsburg, aunque antes del comienzo de la temporada fue cedido un año al Oettinger Rockets Gotha de la ProA, la segunda división alemana, donde jugó 38 partidos en los que promedió 10,9 puntos y 2,6 asistencias.
De regreso al Riesen en 2015 disputó dos temporadas más como suplente, promediando en la primera de ellas 6,3 puntos y 2,3 asistencias, mientras que en la siguiente bajó hasta los 4,1 puntos y 2,0 asistencias por encuentro. En junio de 2017 firmó por el EWE Baskets Oldenburg, donde en su única temporada en el equipo promedió 3,6 puntos y 1,1 asistencias por partido.
En junio de 2018 firmó por dos temporadas con el S.Oliver Würzburg.